# Усадьба Сырымбета
Усадьба Сырымбета (также усадьба Валиханова, усадьба Айганым) — родовое поместье Валихановых — прямых потомков казахского хана Абылая. Располагалась на территории современного села Сырымбет Айыртауского района Северо-Казахстанской области Казахстана.

## История
Вдова Уали-хана (1741—1819), бабушка Чокана Валиханова — Айганым (1783—1853) получила в наследственное владение бывшую ставку хана. В августе 1823 года генерал-губернатор Западной Сибири Пётр Капцевич обратился в Сибирский комитет с просьбой выстроить вдове хана небольшой дом и мечеть за счёт казны. В 1824 году император Александр I подписал указ о строительстве дома и мечети для Айганым ценой 5000 рублей.
В 1831 году в усадьбе начали заниматься хлебопашеством. Омский областной начальник по просьбе ханши Айганым выделил средства на покупку 4 сох, 8 борон, 12 серпов, 40 пудов ржи. В усадьбу был направлен казак Антон Лыгачин, чтобы поднять недалеко от неё 4 десятины целинной земли и засеять их озимыми при помощи местных казахов. Также Айганым просила поставить в усадьбе мельницу и исправить недоделки в мечети и доме.

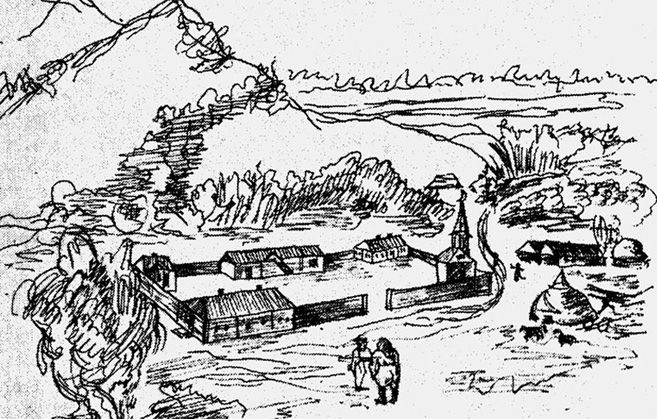
Рисунок Чокана Валиханова, 1853 год

Сохранился карандашный рисунок Чокана Валиханова, на котором изображена усадьба: жилой дом с тремя флигелями, мечеть, медресе, мельница и другие хозяйственные постройки. В 1989 году в Сырымбете были проведены архитектурно-археологические исследования, на основе которых архитекторы Тимур и Наталья Турекуловы выполнили проект воссоздания усадьбы Валихановых. Остатки зданий ни планировкой, ни размерами, ни расположением не совпадали с эскизами Чокана Валиханова 1853 года, когда усадьбы уже не существовало. Поэтому, вероятно, что рисунок был сделан к проекту строительства усадьбы его отца Чингиса, но при этом некоторые детали эскиза говорят о желании Чокана сделать новое поместье похожим на усадьбу Айганым.
В усадьбе прошли детство и юность Чокана Валиханова (1835—1865), сюда он приезжал на каникулы из Омского кадетского корпуса, жил в 1862—1864 годах. Усадьба играла важную роль в распространении просветительских идей и культуры в казахской степи. Сюда приезжали поэт-петрашевец Сергей Дуров (летом 1856 года), оказавший влияние на формирование взглядов Чокана Валиханова, Григорий Потанин (летом 1895 года). Здесь проходили айтысы певцов и музыкантов, выступали знаменитые композиторы Биржан-сал Кожагулов и Ахан-сере Корамсин, кобызист Курумбай Кангожин, певец Коке Альджанов, поэтесса Ажар Журтыбайкызы.
Не позднее 1871 года начал обсуждаться вопрос о владении полковником Чингисом Валихановым (1811—1895) землёй, которая была отведена в 1824 году его матери. Он до конца жизни обращался к российским властям с просьбой решить вопрос об отводе земель вокруг урочища Сырымбет в собственность его семьи. Дело с решением данного вопроса затянулось, несмотря на поддержку Степного генерал-губернатора Герасима Колпаковского, который в 1886 году обращался в Управление государственными имуществами с предложением отвода земли «в собственность потомков султана Валиханова в награду за оказанные его семейством услуги Правительству». В 1895 году российские чиновники утверждали, что указ 1824 года предполагал только место для кочевья, а земля не была пожалована в собственность Айганым. 8 ноября 1898 года военный губернатор Акмолинской области генерал-лейтенант Николай Санников утвердил доклад о вопросе отвода данных земель следующим образом: «… в исключительное пользование рода султанов Валихановым земельных угодий не отводились… и жалобы Валихановых [находим] как необосновательные».

## Описание

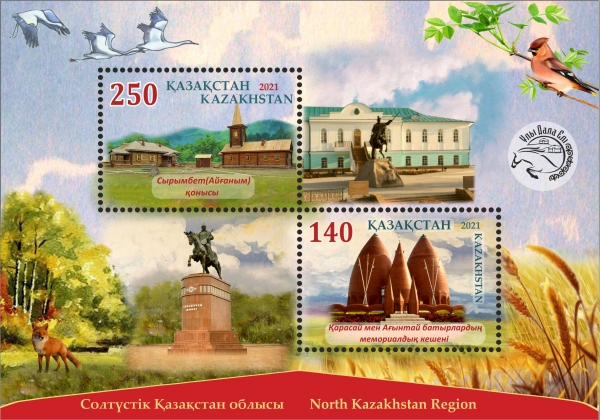
Усадьба на почтовом блоке 2021 года

Александр Гейнс, посетивший усадьбу в июле 1865 года, писал:
Две живописные горы, покрытые бором, закрывают его усадьбу; пронесшись по каменистому подъёму и спуску, мы увидели несколько домиков во вкусе наших помещиков средней руки, а посередине — мечеть. В середине дома, занимаемого Чингисом с женою, убранство подходит к помещичьему. В зале орган, играющий до двенадцати пьес; зеркала в простенках, бронзовые канделябры с хрустальными подвесками, такие же бра; маленькие шёлковые портьеры на дверях, обшитые тонким, но широким аграмантом. В гостиной вместо гарднеровских или корниловских ваз стоят китайские; лампа на столе, диван и пр. Все полы выложены ташкентскими и персидскими коврами; на мебель накинуты тигровые, барсовые и медвежьи шкуры. Общее впечатление приятно.
К настоящему времени оригинальная усадьба не сохранилась — после революции она по ветхости разрушилась и была разобрана. В 1977 году объединением Казреставрация была проведена топографическая съёмка земельного участка, выявлены фундаменты построек, собраны данные об усадьбе Сырымбета.По составу строений (исключая мечеть и медресе), планировке (разделению усадьбы на жилую и хозяйственные зоны), расположению (живописная группа строений возле водоёма и лесных угодий) усадьба Сырымбета представляет собой русскую дворянскую усадьбу XIX века.
В 1982 году остатки усадьбы Сырымбета были включены в список памятников истории и культуры республиканского значения и находятся под охраной государства.
К 1985 году (150-летию Чокана Валиханова) был учреждён музей, в 1991 году усадьба была восстановлена по проекту архитекторов Турекуловых. Состоит из так называемого барского дома с гостиной, школы, мечети, мельницы, жилого дома для прислуги, бани и хозяйственных построек. Площадь усадьбы составляет более 4030 м².
В районе усадьбы располагается родовое кладбище, где были похоронены Айганым и Чингис Валиханов.